# 보물지도

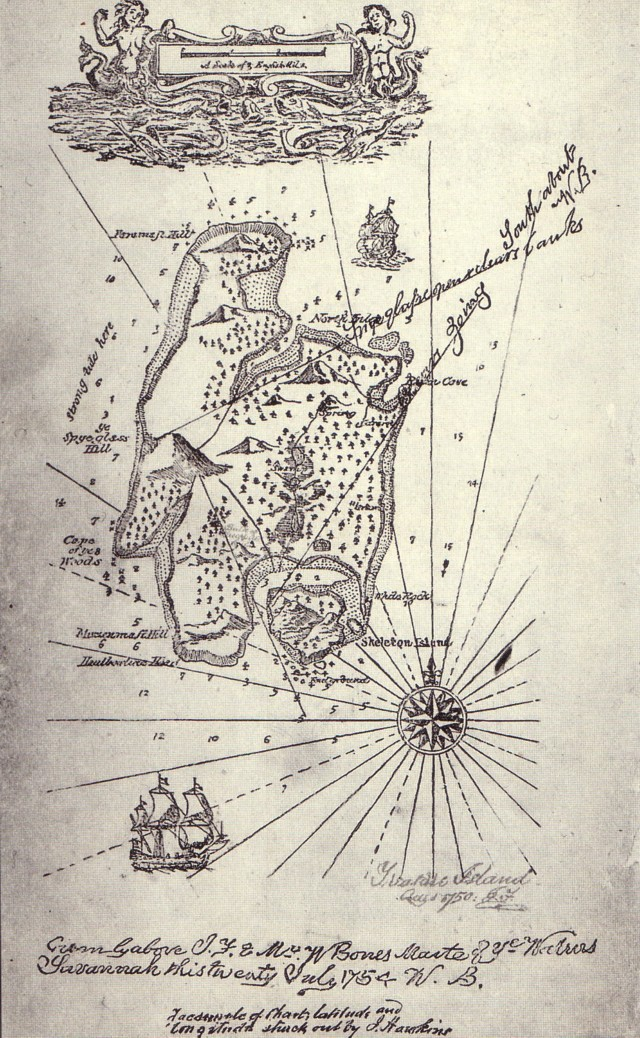
보물섬에서 로버트 루이스 스티븐슨이 만든 지도

보물지도는 매장금, 잃어버린 갱, 가치있는 비밀이나 숨겨진 것의 위치를 표시해놓은 지도이다. 현실보다는 가상에서 더 일반적인 해적보물지도는 가공 작품에서 손으로 그려진 채 종종 묘사되며 등장인물들이 따라갈 불가사의한 단서들을 포함하고 있다. 이 용어의 문학적 사용 여부에 관계없이 보물의 위치를 설명하는 지도의 광의를 충족한 어떠한 것이라도 보물지도로 적절히 부를 수 있다.

## 가공의 보물지도
보물섬(1883), 에드거 앨런 포의 황금충(1843), 워터월드(1995) 등에 등장한다.

## 같이 보기
- 매장금
- 보물